# Abigail Johnson
Pour les articles homonymes, voir Johnson.
Abigail (ou Abby) Pierrepont Johnson, née le 19 décembre 1961, est une femme d'affaires américaine.

## Biographie
Abigail Johnson est la fille d'Edward Johnson III, l'actuel président de Fidelity Investments basée à Boston. Elle est diplômée de l'université Harvard (MBA).
Abigail Johnson siège au conseil d'administration de Fidelity Investments (FMR) et dirige l'une des filiales, Fidelity International (FIL).
Le magazine Forbes l'a classée 85e personne la plus riche dans le monde et 29e plus grosse fortune américaine en 2012, avec une fortune personnelle estimée à 10,3 milliards de dollars. En 2017, elle figure à la septième place du classement des femmes les plus puissantes du monde selon Forbes, l'année suivante à la cinquième, en 2019 à la septième, en 2020 à la neuvième, en 2021 à la sixième, en 2022 à la cinquième, en 2023 à la huitième puis en 2024 à la sixième.